# Gould-Küste
Koordinaten: 85° S, 150° W
Die Gould-Küste ist ein Küstenabschnitt des westantarktischen Marie-Byrd-Lands. Sie reicht von der Westseite der Mündung des Scott-Gletschers entlang des Ostrands des Ross-Schelfeises bis zum südlichen Ende der Siple-Küste bei 83° 30′ S, 153° 0′ W. Im Westen schließt sich die Amundsen-Küste an. Im südwestlichen Abschnitt der Gould-Küste fließt der Leverett-Gletscher in das Ross-Schelfeis, über den auch die South Pole Traverse verläuft.
Das New Zealand Antarctic Place-Names Committee benannte die Küse 1961 nach dem US-amerikanischen Geologen Laurence McKinley Gould (1896–1995), stellvertretender Leiter der Byrd Antarctic Expedition (1928–1930), der 1929 rund 280 km des Küstenverlaufs kartierte.